# Rio Maholtra
Rio Maholtra (* 28. Dezember 1993) ist ein indonesischer Hürdenläufer, der sich auf die 110-Meter-Distanz spezialisiert hat.

## Sportliche Laufbahn
Erste internationale Erfahrungen sammelte Rio Maholtra im Jahr 2011, als er bei den Südostasienspielen in Palembang in 15,00 s den achten Platz belegte. Im Jahr darauf schied er bei den Juniorenasienmeisterschaften in Colombo mit 14,55 s in der ersten Runde aus und nahm anschließend auch an den Juniorenweltmeisterschaften in Barcelona teil, bei denen er ebenfalls mit 14,16 s im Vorlauf ausschied. 2014 nahm er im 60-Meter-Hürdenlauf an den Hallenasienmeisterschaften in Hangzhou teil und belegte dort in 8,27 s den siebten Platz. Im Jahr darauf konnte er bei den Südostasienspielen in Singapur seinen Finallauf nicht beenden und anschließend schied er bei den Militärweltspielen im südkoreanischen Mungyeong mit 14,51 s in der ersten Runde aus und gelangte auch mit der indonesischen 4-mal-100-Meter-Staffel mit 41,15 s nicht bis in das Finale.
2017 schied er bei den Asienmeisterschaften in Bhubaneswar mit 14,08 s im Vorlauf aus und im Jahr darauf schied er bei den Hallenweltmeisterschaften in Birmingham mit 7,98 s über 60 m Hürden in der Vorrunde aus. Ende August nahm er erstmals an den Asienspielen in Jakarta teil und stellte dort im Vorlauf mit 14,02 s einen neuen Landesrekord auf, schied aber trotzdem in der ersten Runde aus. 2019 erreichte er bei den Militärweltspielen in Wuhan in 14,12 s den siebten Platz und wurde anschließend bei den Südostasienspielen in Capas in 14,06 s Vierter.
2017 und 2019 wurde Maholtra indonesischer Meister im 110-Meter-Hürdenlauf.

## Persönliche Bestleistungen
- 110 m Hürden: 14,02 s (−0,5 m/s), 27. August 2018 in Jakarta (indonesischer Rekord)
  - 60 m Hürden (Halle): 7,98 s, 3. März 2018 in Birmingham (indonesischer Rekord)